# Pachydactylus montanus
Pachydactylus montanus este o specie de șopârle din genul Pachydactylus, familia Gekkonidae, descrisă de Paul Ayshford Methuen și Hewitt 1914. Conform Catalogue of Life specia Pachydactylus montanus nu are subspecii cunoscute.